# Tripolis
Tripolis (arabsky طرابلس‎ Tarábulus nebo také طرابلس الغرب Tarábulus al-Gharb, anglicky: Tripoli, turecky:Trablus) je hlavní město Libye a roku 2006 zde žilo 1 065 405 obyvatel. Jedná se o největší libyjské město, které je politickým, ekonomickým a kulturním centrem celé země. Zároveň jde o historickou metropoli Tripolska.

## Historie

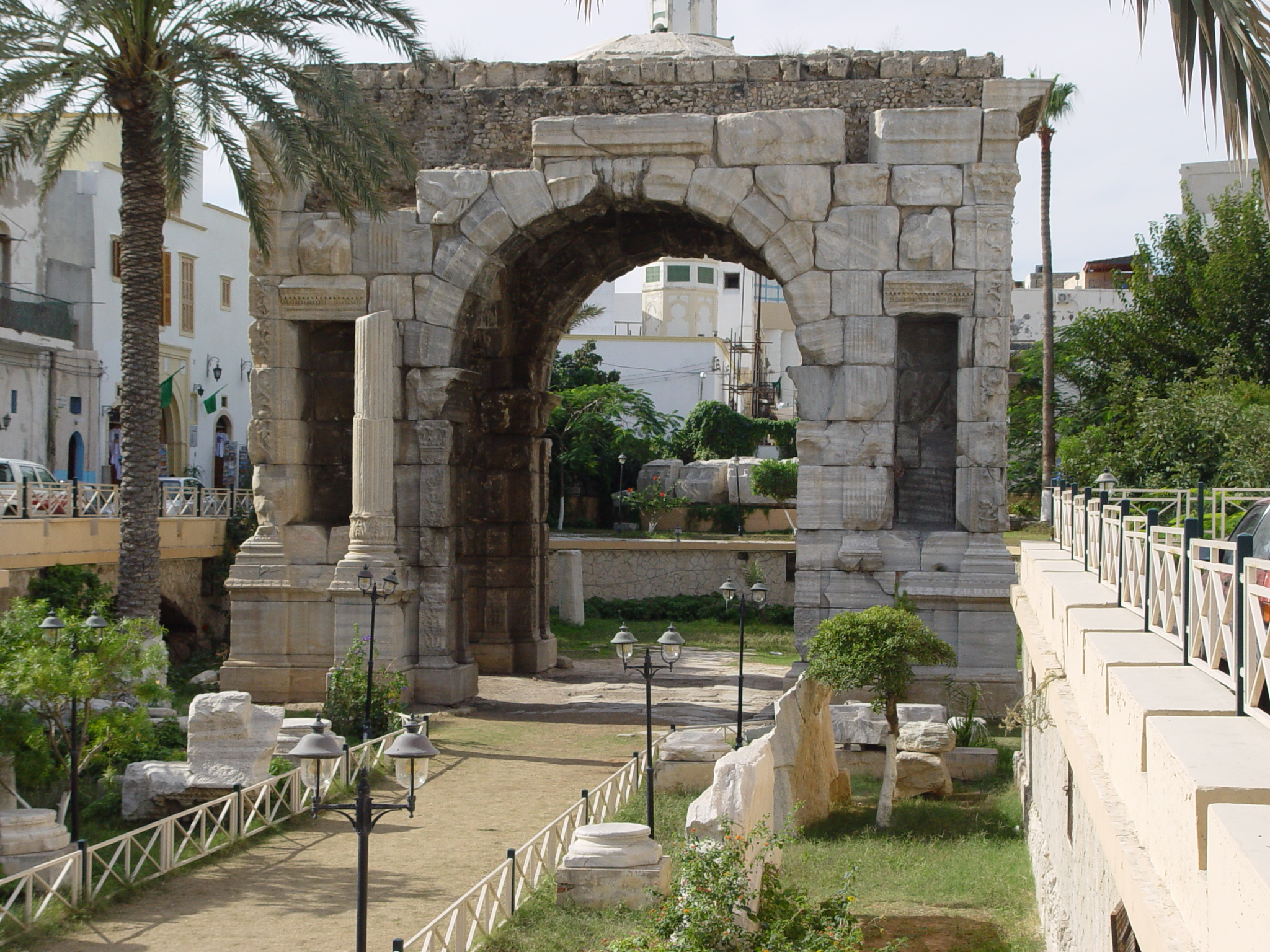
Vítězný oblouk císaře Marka Aurelia

Město bylo založeno Féničany pod názvem Oea v 7. století před naším letopočtem. V období od roku 105 př. n. l., kdy město dobyl císař Marcus Aurelius,  až do 7. století n. l. bylo součástí Římské a později Byzantské říše (dočasně obsazené Vandaly). V 7. století oblast dnešní Libye dobyli Arabové a v roce 1551 Osmanští Turci.
Po dobytí italskými vojsky v roce 1911 se stal centrem italské kolonizace severní Afriky. Od roku 1951 je hlavním městem Libye. Roku 1955 byla založena univerzita.

## Partnerská města
- Madrid, Španělsko
- Neapol, Itálie
- Damašek, Sýrie
- Larnaka, Kypr
- Faro, Portugalsko
- Sarajevo, Bosna a Hercegovina